# Katina Paxinou
Katina Paxinou (Pireu, 17 de dezembro de 1900 — Atenas, 22 de fevereiro de 1973) foi uma atriz de cinema e teatro grega.

## Vida
Nascida Ekaterini Konstantopoulou ela ensaiou para ser cantora de Ópera, mas mudou de carreira e entrou para o Teatro Nacional da Grécia, em 1929. Paxinou deu preferência ao teatro. No início da Segunda Guerra Mundial, estava se apresentando em Londres, e não pôde voltar à Grécia. Por isso mudou-se para os Estados Unidos.

## Carreira
Foi selecionada para interpretar a personagem Pilár no filme de 1943, Por Quem os Sinos Dobram que lhe rendeu um Óscar de melhor atriz coadjuvante e um Globo de Ouro de melhor atriz coadjuvante em cinema. Ela continuou a aparecer em filmes hollywoodianos até 1949. Fez um filme britânico, em 1947, Uncle Silas, estrelado por Jean Simmons. Interpretou a mãe de Tyrone Power em Prince of Foxes, em 1949. Depois de 1949, Paxinou retornou à Hollywood apenas uma vez, para atuar, novamente, uma mulher cigana, no épico technicolor de 1959, The Miracle.
Em 1950, Paxinou reassumiu sua carreira nos palcos. Na Grécia, sua terra natal, ela formou o Teatro Real de Atenas, com Alex Minotis, seu diretor principal e, desde 1940, seu marido.
Paxinou fez vários aparições no palco da Broadway bem como na televisão, incluindo o papel principal na primeira produção em inglês da Casa de Bernarda Alba, de Federico García Lorca na ANTA Playhouse, em Nova Iorque, no ano de 1951, e em uma produção de Lorca e da BBC, Blood Wedding, transmitido em 2 de junho de 1959.

## Morte
Paxinou morreu de câncer em Atenas, em 1973 com 72 anos. Deixou seu marido e seus dois filhos do primeiro casamento com Ioannis Paxinos, cujo sobrenome ela estava usando, após o seu divórcio. Seus restos mortais estão sepultados no Primeiro Cemitério de Atenas.

## Filmografia
| Ano  | Filme                    | Personagem             | Observação                                                                           |
| ---- | ------------------------ | ---------------------- | ------------------------------------------------------------------------------------ |
| 1943 | Por Quem os Sinos Dobram | Pilar                  | Oscar de melhor atriz coadjuvante Globo de Ouro de melhor ator coadjuvante em cinema |
| 1943 | Hostages                 | Maria                  |                                                                                      |
| 1945 | The Confidential Agent   | Sra. Melandez          |                                                                                      |
| 1947 | Mourning Becomes Electra | Christine Mannon       |                                                                                      |
| 1947 | Uncle Silas              | Madame de la Rougierre |                                                                                      |
| 1949 | Prince of Foxes          | Mona Constanza Zoppo   |                                                                                      |
| 1955 | Mr. Arkadin              | Sophie                 |                                                                                      |
| 1959 | The Miracle              | La Roca                |                                                                                      |
| 1960 | Rocco e i suoi fratelli  | Rosaria Parondi        |                                                                                      |
| 1961 | Morte di un bandito      |                        |                                                                                      |
| 1965 | To Nisi tis Afroditis    | Lambrini               |                                                                                      |
| 1968 | Tante Zita               | tia Zita               |                                                                                      |
| 1970 | Un Été Sauvage           | Marya                  |                                                                                      |
| 1970 | The Martlet's Tale       | Orsetta                |                                                                                      |